# Либерберг, Иосиф Израйлевич
Иосиф Израйлевич Либерберг (27 октября 1899, Староконстантинов, Волынская губерния, Российская империя — 9 марта 1937, Москва, СССР) — советский учёный, политический и государственный деятель, первый председатель исполкома Еврейской автономной области. Арестован в ходе сталинских репрессий в 1936 году, расстрелян в 1937 и реабилитирован посмертно в 1956.

## Биография

### Детство и молодость
Родился 27 октября 1899 года в уездном городе Староконстантинов Волынской губернии в семье приказчика Израиля Либерберга и корсетницы Розы. Был четвёртым ребёнком в семье. В 1913 году закончил четырёхклассную школу в Виннице, куда ранее переехала семья. В дальнейшем отец Иосифа нашёл работу в Киеве и семья переехала в предместье города Слободку, поскольку в самом Киеве евреи не имели права жить.
В Киеве Иосиф давал частные уроки, зарабатывая 15-20 рублей в месяц и сам учился в частной гимназии, которую окончил в 1917 году. После гимназии поступил на историко-филологический факультет Киевского университета. Университет он не окончил, поскольку занялся революционной деятельностью..
В 1917 году Иосиф вступил в Еврейскую социал-демократическую рабочую партию Поалей Цион. В конце 1918 года перешёл в Комфарбанд, а июне 1919 вместе с Комфарбандом вступил КП(б)У. На формирование Иосифа в те годы существенное влияние оказал Моше Рафес — один из крупных политических деятелей Бунда и Евсекции (1883—1942).
Иосиф добровольно вступил в Красную Армию и принимал участие в борьбе с петлюровцами. Затем был откомандирован для вербовки еврейской революционной молодёжи в Красную Армию, участия в подпольной работе в Полтавской губернии и партийной работы в Бердичеве. Принимал участие в работе различных конференций, в том числе в работе Киевской конференции, а также в возрасте 21 года участвовал как делегат от Киева в Третьей Конференции Евсекции, состоявшейся в Москве 4-11 июля 1920 года,
В 1920 году Иосиф женился на дочери сахарозаводчика Абрама Гольдштейна Надежде. 3 мая 1921 года у них родилась дочь Тамара.

### Научная и государственная работа
В 1923 году Иосиф работал в Высшей Военно-политической школе в Киеве и преподавал историю революционного движения в Западной Европе. В 1924 году Иосифа Либерберга перевели на работу в Киевский институт народного хозяйства. Он читал курсы лекций в этом и других вузах Киева на русском, украинском и еврейском языках. В 1926 году его утвердили заведующим кафедрой еврейской культуры Академии наук Украины. Либербергу удалось через партийные органы превратить кафедру в самый большой центр идишистских исследований в Советской России.
Под руководством Либерберга был создан Институт еврейской пролетарской культуры. К началу 1930-х годов главным направлением работы института стала разработка вопросов, связанных с процессами создания будущей Еврейской автономии на Дальнем Востоке. Осенью 1934 года Иосиф Либерберг был избран членом-корреспондентом Украинской Академии наук и был назначен председателем организационного комитета Еврейской автономной области. 8 декабря 1934 года состоялся Первый областной съезд Советов, после которого на Пленуме Иосиф Либерберг был избран председателем облисполкома.
Его личные знакомства с учёными, писателями, поэтами сыграли важную роль в их последующем приезде в Биробиджан. В 1935 году по его инициативе были приняты решения об употреблении идиша как официального языка области наравне с русским.
В мае 1935 года Либерберг принимал участие в переговорах в Москве о переселении евреев из-за границы и выделении товарного займа для строительства в ЕАО. При непосредственном участии Либерберга в области разворачивается строительство ряда промышленных предприятий, жилья и других объектов. Несмотря на авторитет и обширные связи, у Либерберга были проблемы во взаимоотношениях с первым секретарём обкома ВКП(б) Матвеем Хавкиным. Окружение обоих руководителей области также конфликтовало между собой, разделившись на «киевских» и «смоленских».

### Арест, следствие, казнь и реабилитация
В августе 1936 года Иосиф Либерберг был вызван в Москву с докладом на совещание. 20 августа вечером в день приезда он был арестован НКВД в гостинице Метрополь и доставлен в комендатуру Административно-хозяйственного управления НКВД СССР. Через неделю после ареста его перевезли в Киев, где 29 августа было вынесено постановление — содержание под стражей в спецкорпусе Киевской тюрьмы. Первый допрос состоялся 2 сентября 1936 года. Ему инкриминировали участие в контрреволюционной троцкистско-террористической организации.
9 сентября 1936 года Президиум облисполкома ЕАО принял решение:
1. Снять Либерберга И. И. с должности председателя облисполкома, исключить его из состава членов пленума и президиума исполкома ЕАО.
2. Просить Далькрайисполком исключить Либерберга И. И. из состава членов пленума и президиума Далькрайисполкома.
3. Просить ВЦИК СССР исключить Либерберга И. И. из состава членов ВЦИК[15].

До 15 октября 1936 года Либерберг категорически отрицал свою вину. С 19 октября 1936 года он начал давать «признательные» показания.
Осенью 1936 года жена Либерберга Надежда, взяв ребёнка и личные вещи, тайно выехала из Биробиджана в Киев, где смогла дважды увидеть мужа на свиданиях в тюрьме. Иосиф полагал, что на суде нелепость обвинений станет очевидной.
7 марта 1937 года помощником начальника 3 отделения 4 отдела УГБ НКВД УССР лейтенантом госбезопасности Грозным было подписано обвинительное заключение по делу № 123 по обвинению Либерберга И. И. в преступлениях, предусмотренных ст. ст. 54-8, 54-11 УК УССР, и утверждено начальником 4 отдела ГУГБ НКВД СССР комиссаром госбезопасности 3 ранга Курским и Прокурором СССР А. Вышинским.
9 марта 1937 года состоялось закрытое судебное заседание Военной коллегии Верховного суда СССР под председательством армвоенюриста Василия Ульриха, с участием членов Николая Рычкова и Ивана Зарянова, при секретаре Александре Батнере. Заседание длилось всего 10 минут. Согласно приговору, «Военная коллегия Верховного суда СССР приговорила Либерберга Иосифа Израилевича к высшей мере уголовного наказания — расстрелу с конфискацией всего лично ему принадлежащего имущества. Приговор окончательный, обжалованию не подлежит и на основании Постановления ЦИК СССР от 1 декабря 1934 года подлежит немедленному исполнению».
Вечером, 9 марта 1937 года, Иосифа Либерберга расстреляли. Он похоронен на Донском кладбище. Жена Либерберга была осуждена 27 декабря 1937 года Особым совещанием при НКВД СССР как член семьи изменника Родины на 8 лет исправительно-трудовых лагерей. Отбывала срок в Акмолинском лагерном отделении. Освобождена 6 октября 1945 года по истечении срока наказания.
30 мая 1956 года Военная коллегия Верховного суда СССР вынесла определение: «…приговор Военной коллегии Верховного суда СССР от 9 марта 1937 года в отношении Либерберга Иосифа Израилевича по вновь открывшимся обстоятельствам отменить и дело о нём за отсутствием состава преступления производством прекратить». Семье было выдано свидетельство, что Иосиф Либерберг якобы умер 26 июля 1938 года отбывая наказание.

## Оценки
В монографии Хаима Словеса «Еврейская советская государственность», вышедшей на идише во Франции в 1979 году, отмечается:

Огромный успех первых двух лет автономной области был успехом доктрины Калинина, которую Либерберг взялся реализовывать шаг за шагом, последовательно, до конца, без суматохи и деклараций, с большим мужеством, постоянно с новыми инициативами
Словес полагает проект ЕАО неудачным с точки зрения еврейской государственности, но удачным духовным проектом. Как крайне существенную оценивает роль Либерберга в создании еврейской автономии краевед и исследователь Иосиф Бренер.
Имя Либерберга замалчивалось не только в СССР, но и в постсоветской России. Так, оно не упомянуто в первом Энциклопедическом словаре, выпущенном в области в 1999 году.

## Семья
Дочь Либерберга Тамара Иосифовна уехала из Киева в первые дни войны и вышла замуж за однокурсника из Донецка. Работала преподавателем физики в Житомирском педагогическом институте. Она умерла в 1992 году. Мать Иосифа Либерберга Фрида осталась в Киеве и погибла в Бабьем Яру.
У Тамары осталась дочь (она же внучка Иосифа Либерберга) Ирина Новицкая.